# 재령 강씨
재령 강씨(載寧康氏)는 황해남도 재령군을 본관으로 하는 한국의 성씨이다.
시조인 강득룡은 신천 강씨의 강지연의 8세손이자, 조선 태조의 계비인 신덕왕후의 오빠이다. 고려 공민왕 때 삼사우사(三司右使)를 지냈으며, 고려가 망하자 관악산에 들어가 매일 같이 개성을 향해 통곡해 조선의 태조는 그를 안릉부원군(安陵府院君)에 봉하고 안정공(安靖公)이란 시호를 내렸다. 이후 그의 후손들이 본관을 재령으로 삼았다.

## 참고 자료
- “재령강씨(載寧康氏)”. 뿌리를 찾아서.[깨진 링크(과거 내용 찾기)]